# Idiocera multipunctata
Idiocera multipunctata är en tvåvingeart som beskrevs av Evgenyi Nikolayevich Savchenko 1982. Idiocera multipunctata ingår i släktet Idiocera och familjen småharkrankar. Inga underarter finns listade i Catalogue of Life.